# ジェリー・ウェスト賞
ジェリー・ウェスト・シューティングガード年間最優秀選手賞（英語: Jerry West Shooting Guard of the Year Award）は、ネイスミス記念バスケットボール殿堂から毎年、男子カレッジバスケットボール選手のその年に最も優れたシューティングガードに贈られる賞である。この賞名は、元ロサンゼルス・レイカーズのシューティングガード、ジェリー・ウェストの名前にちなんで名づけられた。2004年に設立されたボブ・クージー賞の成功を受け、2015年に開催された「カレッジ・バスケットボール・アワード」の初回ショーの一環として新設された4つの賞の1つである。

## 歴代受賞者

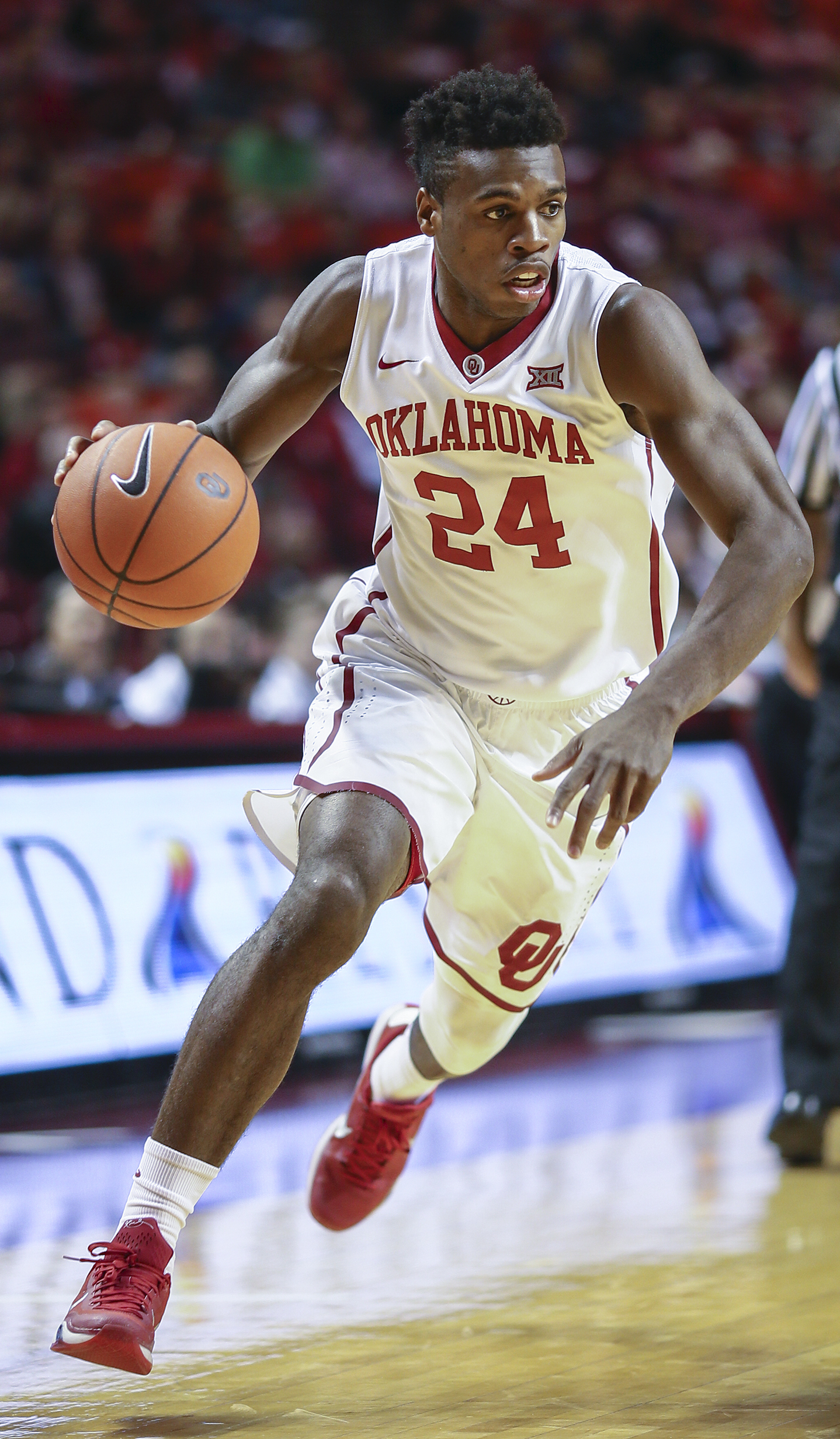
バディ・ヒールド (2016年度受賞)。

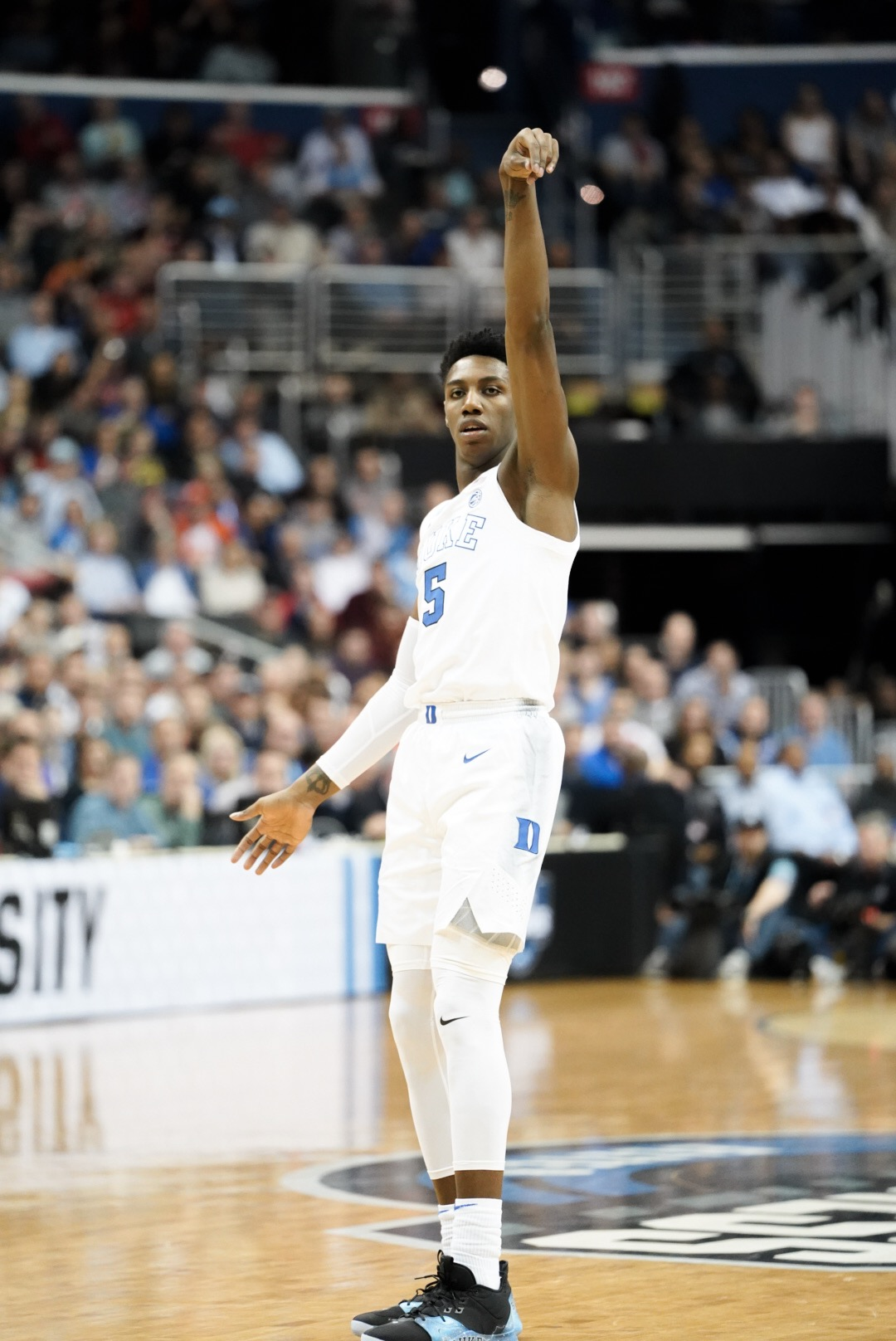
R・J・バレット (2019年度受賞)。

| *        | ネイスミス・カレッジ年間最優秀選手賞, ジョン・R・ウッデン賞同時受賞者 |
| 選手 (X) | 括弧内は受賞回数                                                      |

| シーズン | 選手                     | 大学             | 学年           | 参照  |
| -------- | ------------------------ | ---------------- | -------------- | ----- |
| 2014–15  | ディアンジェロ・ラッセル | オハイオステート | フレッシュマン |       |
| 2015–16  | バディ・ヒールド*        | オクラホマ       | シニア         |       |
| 2016–17  | マリーク・モンク         | ケンタッキー     | フレッシュマン |       |
| 2017–18  | カーセン・エドワーズ     | パデュー         | ソフォモア     | [ 1 ] |
| 2018–19  | R・J・バレット           | デューク         | フレッシュマン | [ 2 ] |
| 2019–20  | マイルズ・パウエル       | シートンホール   | シニア         |       |
| 2020–21  | クリス・ドゥアルテ       | オレゴン         | シニア         | [ 3 ] |
| 2021-22  | ジョニー・デイビス       | ウィスコンシン   | ソフォモア     |       |
| 2022-23  | マーカス・サッサー       | ヒューストン     | シニア         |       |
| 2023-24  | RJ・デイビス             | ノースカロライナ | シニア         |       |
| 2024-25  | チャズ・レニアー         | テネシー         | シニア         |       |

## 大学別受賞回数
| 大学                 | 受賞者数 | 受賞年 |
| -------------------- | -------- | ------ |
| デューク大学         | 1        | 2019   |
| ヒューストン大学     | 1        | 2023   |
| ケンタッキー大学     | 1        | 2017   |
| ノースカロライナ大学 | 1        | 2024   |
| オハイオ州立大学     | 1        | 2015   |
| オクラホマ大学       | 1        | 2016   |
| オレゴン大学         | 1        | 2021   |
| パデュー大学         | 1        | 2018   |
| シートンホール大学   | 1        | 2020   |
| テネシー大学         | 1        | 2025   |
| ウィスコンシン大学   | 1        | 2022   |